# Lorenzo Tiepolo (peintre)
Pour les articles homonymes, voir Tiepolo et Lorenzo Tiepolo (homonymie).
Lorenzo Baldissera Tiepolo, né à Venise le 8 août 1736 et mort à Madrid en 1776, est un peintre et un graveur italien rococo du XVIIIe siècle appartenant à la famille d'artistes italiens des Tiepolo.

## Biographie
Lorenzo est le fils cadet de Giambattista Tiepolo et le frère de Giandomenico Tiepolo et neveu de Francesco Guardi et Gianantonio Guardi.
À 15 ans, il accompagne son père et son frère dans leur séjour auprès du prince-évêque Carl Philipp von Greiffenklau, à Wurtzbourg où il a travaillé avec eux sur le cycle de fresques décoratives de la Résidence (1750). Un certain nombre de dessins de ces années d'apprentissage lui ont été attribués.
En 1761, il intègre la confraternité des peintres vénitiens de la Fraglia. 
En 1762, il quitte définitivement Venise pour Madrid, accompagnant son père pour ses travaux auprès du roi Charles III d'Espagne.
En 1768, il peint les fresques d'un plafond au palais royal et un portrait de la famille régnante.
Après la mort de son père en 1770, il obtient de la maison royale, une petite pension jusqu'à sa mort.

## Œuvres

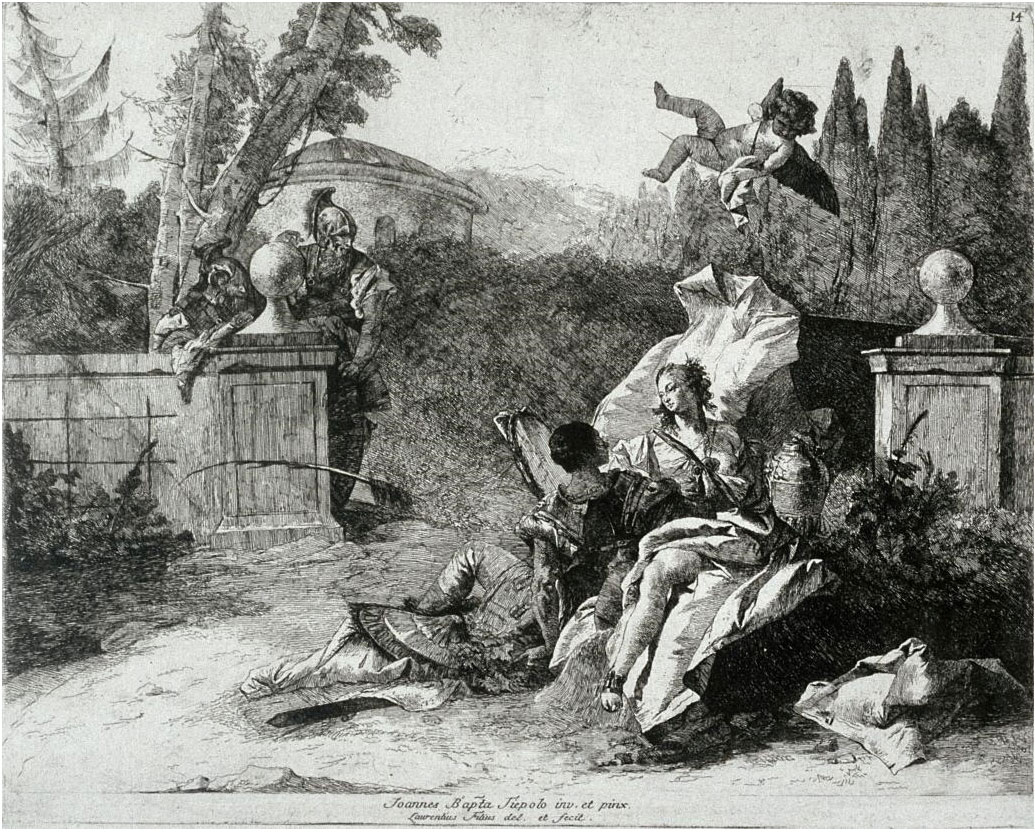
Renaud et Armide observés par deux soldats, gravure d'après un tableau de Giambattista son père.

### Peintures
- Tête de vieil oriental (vers 1755), huile sur toile, 44 × 38 cm, Exposition Villa Ceresa, Mestre, en 1998[1]
- Portrait de la Dame au masque (avant 1762), pastel sur papier, Collection particulière[2]
- Le Menuet[3]
- Le Vendeur de limonade, palais royal de Madrid
- Couple élégant à Madrid, palais royal de Madrid
- Dessin préparatoire, études : Deux mains (recto) et étude de draperie avec deux mains tenant une lyre (verso)

Beaucoup de ses portraits sont attribués indifféremment entre lui, son frère et son père comme :
- Les Portraits de philosophes (le cinquième serait de sa main[4]), Museum für Franken (de), forteresse de Marienberg à Wurtzbourg.

### Gravures
De son activité de graveur ne subsistent que 9 eaux-fortes à traits serrés rarement croisés, sur les 10 effectuées d'après les peintures de son père Giambattista :
- Monument à la gloire des héros, eau-forte et burin, 666 × 495 mm, collection particulière
- Renaud se mirant dans le bouclier de diamant, eau-forte et burin, 265 × 88 mm
- Sainte Thècle implorant le Père éternel en faveur de la ville d'Este ravagée par la peste, eau-forte et burin, 706 × 401 mm
- Une déesse apparaissant à un guerrier, eau-forte et burin, 555 × 400 mm, d'après une toile de Giambattista pour une des résidences estivales de la cour impériale russe (peinture perdue)
- Le Triomphe de Vénus, eau-forte et burin, 665 × 507 mm
- Renaud et Armide observés par deux soldats.